# Locomotiva PKP EU07
La EU07 è una locomotiva elettrica delle ferrovie polacche per treni viaggiatori (EP07) o nella versione (EU07) sia nel trasporto merci che nel traffico passeggeri.

## Dati tecnici
Le EU07 hanno cabine di guida a ogni estremità della locomotiva. La locomotiva è dotata di un sistema di controllo multiplo ed è in grado di trainare treni passeggeri di peso fino a 650 tonnellate con velocità di 125 km/h e treni merci fino a 2 000 tonnellate con velocità di 70 km/h viaggiando su superficie piana.

## Storia
L'accordo per la costruzione di questa locomotiva venne firmato con l'industria Pafawag di Breslavia, come progetto il numero 4E. Il primo locomotore venne completato nel 1965 e fino al 1974 il locomotore venne realizzato in 240 esemplari.
Nel 1983 la produzione delle locomotive EU07 venne riavviata dalla Cegielski di Poznań co delle modifiche apportate e il progetto 303E. Vennero costruite fino al 1994 in totale 243 locomotive, nonostante il progetto fosse relativamente obsoleto.

## Modifiche
Tutte le locomotive EU07 erano state equipaggiate con fari di grandi dimensioni, che dopo il 1990 sono stati successivamente sostituiti con fari alogeni di diametro ridotto.
L'EP07 è una successiva versione modificata della locomotiva EU07, attraverso la sostituzione dei motori e l'adozione di rapporti di trasmissione più lunghi, per renderli più adatti per il trasporto di treni passeggeri. La modifica è stata avviata nel 1995. La modifica più radicale è quella della versione EU07A, realizzata in soli tre esemplari tra il 2011 e il 2014.
Dal 2011 sono state modernizzate 24 locomotive EU07 per PKP Cargo. Le locomotive hanno ricevuto una nuova numerazione dal 1501 in poi. Le locomotive sono due tipi: la versione 303Eb ha ricevuto miglioramenti ergonomici per il conducente, con l'installazione di aria condizionata, regolazione della luce, dispositivi di comunicazione con il treno, l'installazione di poltrone ergonomiche, tergicristalli a comando elettrico e l'isolamento termico e acustico della cabina. Sono stati installati motori di trazione modernizzati e un moderno tachimetro compatibile con ERTMS. Inoltre è stato realizzato un convertitore aggiuntivo per alimentare i dispositivi elettronici di bordo e sono stati installati i sezionatori dei motori di trazione dalla cabina di guida. La seconda versione ammodernata, denominata 303Ec, ha ricevuto un'ulteriore installazione di pannelli elettrici ad alta e bassa tensione prodotti da ZNLE Gliwice, un sistema computerizzato di controllo e diagnostica e un controller di guida del tipo a joystick al posto del dispositivo di regolazione del tipo volante di guida.

## Soprannome
- Siódemka (La sette) - Soprannome derivato dal numero

## Galleria d'immagini

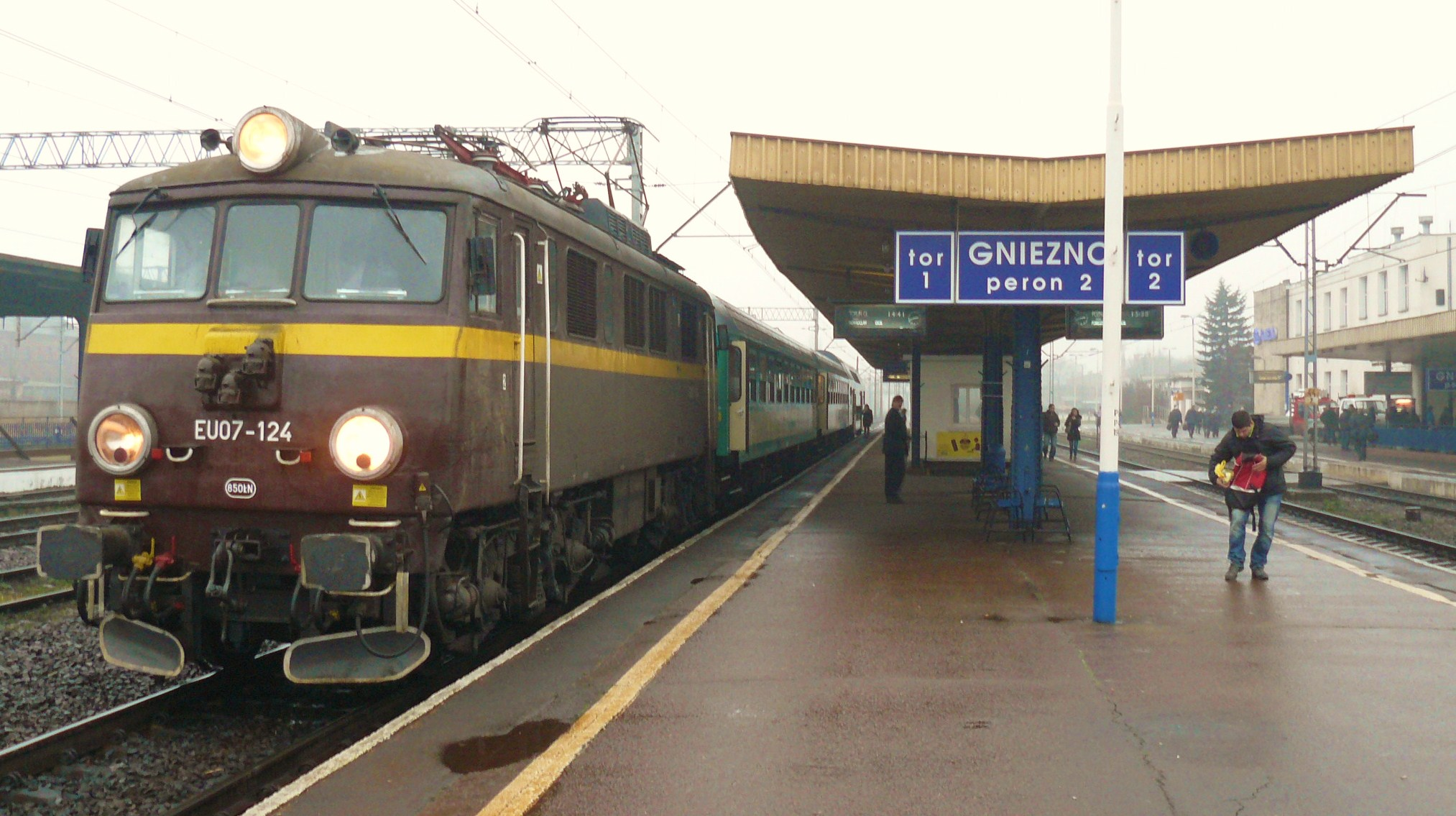
Locomotiva EU07-124 Przewozy Regionalne nella stazione di Gniezno
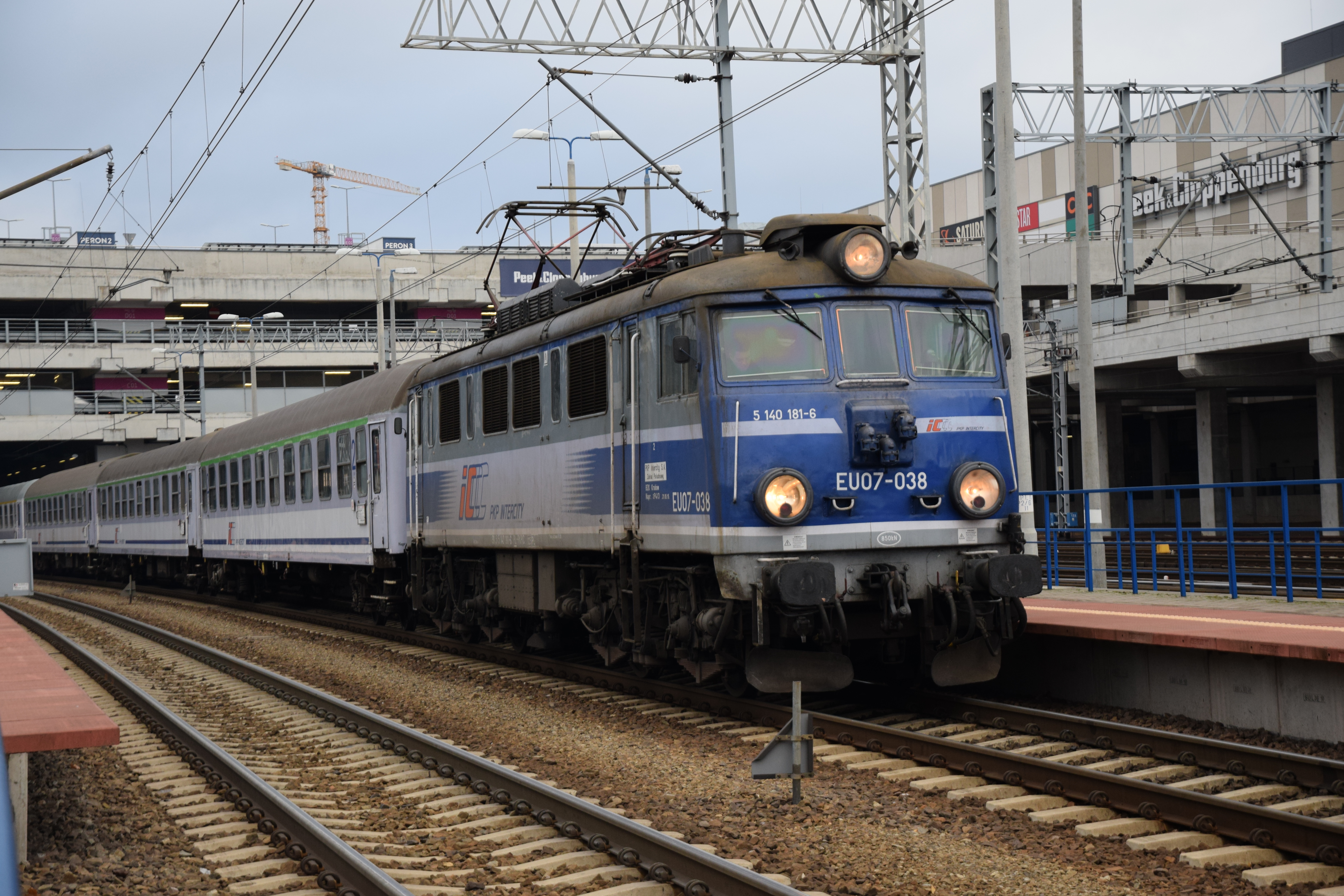
Locomotiva EU07-038 PKP Intercity nella stazione di Poznań Główny
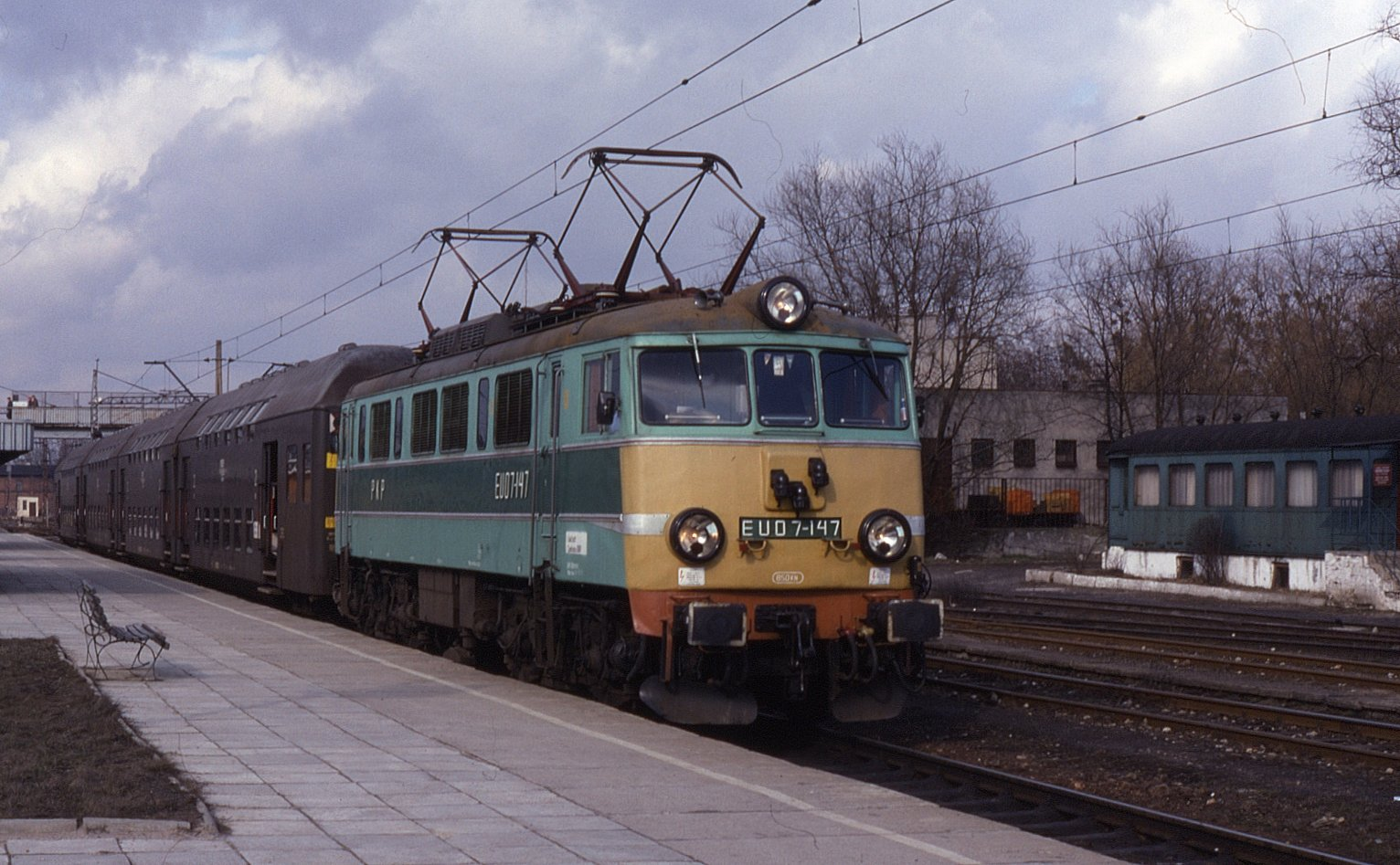
Locomotiva EU07-147 poi modernizzata EP07-1002 nella vecchia livrea PKP